# Popović
Popović, Popovič oder Popovic ist ein Familienname.

## Herkunft und Bedeutung
Popović ist ein Patronym und bedeutet Sohn eines Priesters.

## Namensträger

### A
- Aleksa Popović (* 1987), montenegrinischer Basketballspieler
- Aleksandar Popovic (Schriftsteller) (1929–1996), jugoslawischer Schriftsteller
- Aleksandar Popović (Orientalist) (1931–2014), serbisch-französischer Historiker und Orientalist
- Aleksandar Popović (Linguist), serbischer Linguist
- Aleksandar Popović (Leichtathlet) (* 1957), jugoslawischer Sprinter
- Aleksandar Popović (Politiker) (* 1971), serbischer Politiker
- Aleksandar Popović (Fußballspieler) (* 1983), österreichisch-serbischer Fußballspieler
- Aleksandar Popović (Fußballspieler, 1999) (* 1999), serbischer Fußballspieler
- Aleksandar Popović (Fußballspieler, 2002) (* 2002), australischer Fußballspieler
- Ana Popović (* 1976), serbische Bluesgitarristin und Sängerin
- Andrija Popović (* 1959), montenegrinischer Wasserballspieler und Politiker
- Andrijana Popović (* 2002), montenegrinische Handballspielerin
- Anthony Popovic (* 1973), australischer Fußballspieler, siehe Tony Popovic

### B
- Berislav Popović (* 1931), jugoslawischer bzw. serbischer Komponist und Musikwissenschaftler
- Bogdan Popović (1864–1944), jugoslawischer Literaturwissenschaftler
- Bojana Popović (* 1979), montenegrinische Handballspielerin und -trainerin
- Boris Popovič (* 1962), slowenischer Politiker und Unternehmer
- Boris Popovic (Schauspieler) (* 1982), österreichischer Schauspieler und Musiker
- Borislav Popović (1931–2009), jugoslawisch-serbischer Theater- und Opernregisseur
- Borivoje Popovic (1925–2016), jugoslawischer Tischtennisfunktionär
- Boško Popović (* 1929), jugoslawischer Psychologe

### C
- Cvjetko Popović (1896–1980), bosnisch-serbischer Unabhängigkeitskämpfer, Attentäter Franz Ferdinands von Österreich-Este

### D
- Danijel Popović (1982–2002), kroatischer Fußballspieler
- Danko Popović (1928–2009), serbischer Schriftsteller
- Davor Popović (1946–2001), bosnischer Popsänger
- Dejan Popović (* 1950), serbischer Ökonom
- Dragiša Popović (* 1938), jugoslawischer bzw. serbischer Mediziner
- Dragoljub Popović (* 1951), serbischer Mediziner und Politiker
- Dragoslav Popović (1926–2013), jugoslawischer Nuklearphysiker
- Dušan Popović (Publizist) (1884–1918), serbischer Publizist und Politiker
- Dušan Popović (Journalist) (1921–2014), jugoslawischer Journalist und Diplomat
- Dušan Popović (Sänger) (1927–2001), jugoslawischer bzw. mazedonischer Sänger (Bariton)
- Dušan Popović (Wasserballspieler) (1970–2011), jugoslawischer bzw. serbischer Wasserballspieler
- Dušan Popović (Fußballspieler) (* 1981), montenegrinischer Fußballspieler
- Dušan Popović (Schachspieler) (* 1983), serbischer Schachspieler

### E
- Edo Popović (* 1957), kroatischer Schriftsteller und Journalist

### I
- Ivan Popović (Regisseur) (* 1944), slowakischer Filmregisseur
- Ivan Popović (Fußballspieler) (* 1979), serbischer Fußballspieler
- Ivan Popović (Handballspieler) (* 1994), serbischer Handballspieler
- Ivana Popovic (* 2000), australische Tennisspielerin

### J
- Janez Žiga Valentin Popovič (1705–1774), österreichischer Philologe, siehe Johann Siegmund Popowitsch
- Jovan Popović (Maler) (1810–1864), Portraitmaler
- Jovan Popović (Ruderer) (* 1987), serbischer Ruderer
- Jovan Popović (Schriftsteller) (1905–1952), jugoslawischer Schriftsteller und Partisane
- Jovan Sterija Popović (1806–1856), Schriftsteller
- Justin Popović (1894–1979), Theologe der Orthodoxen Kirche

### K
- Koča Popović (1908–1992), jugoslawischer Politiker

### L
- Leona Popović (* 1997), kroatische Skirennläuferin
- Ljubomir Popovic (* 2004), österreichischer Fußballspieler

### M
- Mark Popovic (* 1982), kanadischer Eishockeyspieler
- Marko Popović (* 1982), kroatischer Basketballspieler
- Mateja Popović (* 2002), serbischer Eishockeyspieler
- Mavid Popović (Milivoje Popović-Mavid; 1909–1994), jugoslawischer Schauspieler
- Michael F. R. Popović (* 1947), Arzt und Standespolitiker
- Milan Popović (* 1955), jugoslawischer Sänger
- Milentije Popović (1913–1971), jugoslawischer Politiker
- Milislav Popović (* 1997), australischer Fußballspieler
- Milorad Popović (Publizist) (1874–1905), Publizist
- Milorad Popović (1979–2006), serbischer Fußballspieler
- Mina Popović (* 1994), serbische Volleyballspielerin
- Mira Popović (Mirjana Popović Senaši; 1935–2021), jugoslawische Balletttänzerin

### N
- Nebojša Popović (* 1947), serbischer Handballspieler
- Nikola Popović (1907–1967), jugoslawischer Schauspieler

### P
- Pavle Popović (1868–1939), jugoslawischer Literaturwissenschaftler
- Petar Popović (Schachspieler) (* 1959), serbischer Schachspieler
- Petar Popović (Schwimmer), serbischer Schwimmer und Trainer
- Petar Popović (Basketballspieler, 1959) (* 1959), jugoslawisch-kroatischer Basketballspieler
- Petar Popović (Basketballspieler, 1979) (* 1979), serbischer Basketballspieler
- Petar Popović (Tennisspieler) (* 1982), französischer Tennisspieler
- Peter Popovic (* 1968), schwedischer Eishockeyspieler und -trainer

### R
- Ranko Popović (* 1967), serbischer Fußballspieler und -trainer

### S
- Sanja Popović (* 1984), kroatische Volleyball-Nationalspielerin
- Silvija Popović (* 1986), serbische Volleyball-Nationalspielerin
- Slaviša Popović (* 1965), jugoslawisch-serbischer Boxer
- Srđa Popović (Rechtsanwalt) (1937–2013), jugoslawischer bzw. serbischer Rechtsanwalt und Bürgerrechtler
- Srđa Popović (* 1973), serbischer Politaktivist
- Stevan D. Popović (1844–1902), serbischer Pädagoge und Politiker
- Stevan R. Popović (1834–1902), serbischer Ökonom und Politiker
- Stevan V. Popović (1844–1918), serbischer Schriftsteller und Politiker

### T
- Tamara Popović (* 2002), montenegrinische Skirennläuferin
- Tony Popovic (* 1973), australischer Fußballspieler

### V
- Vasilj Popović (1887–1941), jugoslawischer Historiker
- Veljko Popović (* 2000), serbischer Handballspieler
- Veselin Popović (* 1975), serbischer Fußballspieler
- Vladeta Popović (1894–1951), jugoslawischer Anglist
- Vladica Popović (1935–2020), jugoslawischer Fußballspieler und -trainer
- Vladimir Popović (Schauspieler) (1935–1981), jugoslawischer Schauspieler
- Vladimir Popović (Fußballspieler, 1976) (* 1976), montenegrinischer Fußballspieler
- Vladislav Popović (1930–1999), jugoslawischer Archäologe
- Vlado Popović (1914–1972), jugoslawischer Politiker
- Vujadin Popović (* 1957), bosnischer Offizier, am Massaker von Srebrenica beteiligt